# Barbara Burke
Barbara Burke (Croydon, Regne Unit, 13 de maig de 1917 - Johannesburg, Sud-àfrica, 8 d'agost de 1998) va ser una atleta britànica, especialista en la prova de 4x100 m, en què va arribar a ser subcampiona olímpica l'any 1936.

## Carrera esportiva
En els JJOO de Berlín 1936 va guanyar la medalla de plata en els relleus de 4x100 metres, amb un temps de 47.6 segons. Va arribar a la meta després dels Estats Units (or amb 46.9 segons) i per davant del Canadà; les seves companyes d'equip eren Violet Olney, Eileen Hiscock i Audrey Brown.